# Box-office Japon 2018

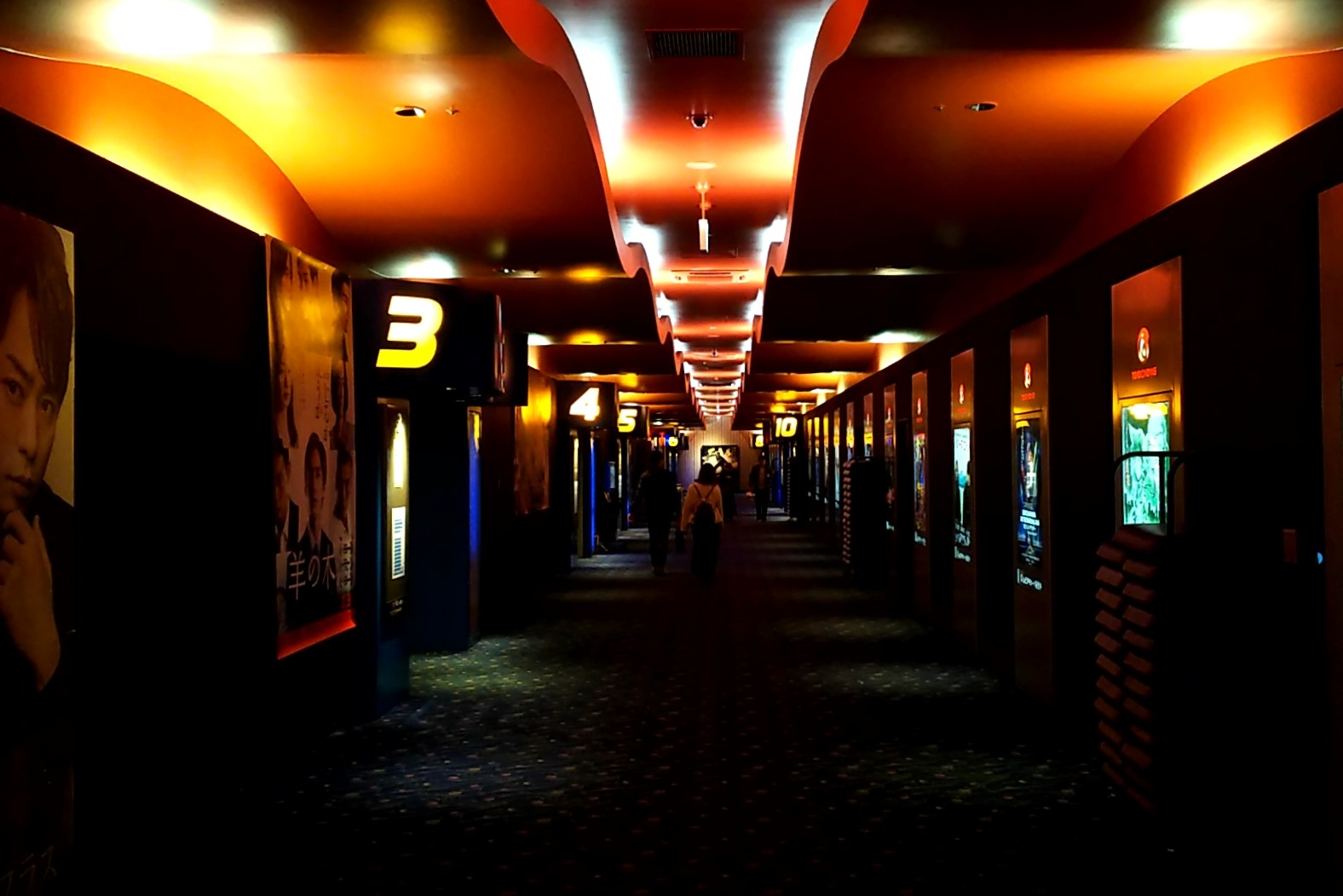
Un cinéma à Ichinomiya.

La valeur du box-office japonais a chuté de 3 % en 2018 pour atteindre les 2,04 milliards $. Les entrées pour l'année s'élèvent à 169,2 millions, en baisse de 3 % également. Néanmoins, 2018 est tout de même la troisième année la plus élevée jamais enregistrée.
Selon les données publiées par la Motion Picture Producers Assn. of Japan (Eiren), les films produits au Japon ont rapporté 1,12 milliard $, en baisse de 2,8 % par rapport à 2017 mais ils représentent tout de même la majorité du marché pour la onzième année consécutive, avec une part de marché de 55 %.
Bohemian Rhapsody est le plus grand succès de l’année, avec des recettes de 112 millions $. Distribué au Japon par la 20th Century Fox à partir du 9 novembre, le biopic sur Freddie Mercury cumule 7,27 millions d'entrées à son 75e jour d'exploitation. De manière très inhabituelle, le film n'a réellement vu son audience augmenter qu'à partir de la cinquième semaine d'exploitation.
Le plus gros succès local, avec 80 millions $, est Détective Conan : L'Exécutant de Zero, le 22e film de la franchise. Au deuxième rang avec 78 millions $ se trouve Code Blue, une adaptation au cinéma d'une série TV médicale très populaire. Jurassic World: Fallen Kingdom est le deuxième film étranger ayant le mieux marché et le quatrième au total, avec 72 millions $.
31 films japonais et 23 films étrangers ont réalisé au moins 1 milliard de yens (9,15 millions $) de recettes, montant considéré comme la marque du succès. 613 films locaux  et 579 étrangers sont sortis, pour un total de 1 192. C'est la sixième année consécutive que le total des sorties dépassent le nombre de 1 000.

## Les millionnaires
La couleur       indique les films d'animation
| Class. | Titre                                                   | Pays                                                           | Réalisateur                | Box-Office Japon |
| ------ | ------------------------------------------------------- | -------------------------------------------------------------- | -------------------------- | ---------------- |
| 1      | Bohemian Rhapsody                                       | Drapeau des États-Unis · Drapeau du Royaume-Uni                | Bryan Singer               | 112 168 633 $    |
| 2      | Détective Conan : L'Exécutant de Zero                   | Drapeau du Japon                                               | Yuzuru Tachikawa           | 80 403 452 $     |
| 3      | Code Blue                                               | Drapeau du Japon                                               | Masaki Nishiura            | 78 778 562 $     |
| 4      | Jurassic World: Fallen Kingdom                          | Drapeau des États-Unis                                         | Juan Antonio Bayona        | 72 322 055 $     |
| 5      | Les Animaux fantastiques : Les Crimes de Grindelwald    | Drapeau des États-Unis · Drapeau du Royaume-Uni                | David Yates                | 58 937 991 $     |
| 6      | The Greatest Showman                                    | Drapeau des États-Unis                                         | Michael Gracey             | 48 277 658 $     |
| 7      | Doraemon: Nobita no Takarajima                          | Drapeau du Japon                                               | Kazuaki Imai               | 47 108 159 $     |
| 8      | Coco                                                    | Drapeau des États-Unis                                         | Lee Unkrich Adrian Molina  | 46 338 613 $     |
| 9      | Les Indestructibles 2                                   | Drapeau des États-Unis                                         | Brad Bird                  | 43 890 785 $     |
| 10     | Mission impossible : Fallout                            | Drapeau des États-Unis                                         | Christopher McQuarrie      | 42 439 160 $     |
| 11     | Une affaire de famille                                  | Drapeau du Japon                                               | Hirokazu Kore-eda          | 37 816 421 $     |
| 12     | Dragon Ball Super: Broly                                | Drapeau du Japon                                               | Tatsuya Nagamine           | 34 742 539 $     |
| 13     | Avengers: Infinity War                                  | Drapeau des États-Unis                                         | Anthony et Joe Russo       | 33 881 648 $     |
| 14     | Ralph 2.0                                               | Drapeau des États-Unis                                         | Rich Moore Phil Johnston   | 32 913 984 $     |
| 15     | Boss Baby                                               | Drapeau des États-Unis                                         | Tom McGrath                | 30 741 043 $     |
| 16     | Gintama 2                                               | Drapeau du Japon                                               | Yūichi Fukuda              | 30 735 376 $     |
| 17     | Ne coupez pas !                                         | Drapeau du Japon                                               | Shin'ichirō Ueda           | 26 495 502 $     |
| 18     | Killing for the Prosecution                             | Drapeau du Japon                                               | Masato Harada              | 23 929 620 $     |
| 19     | Miraï, ma petite sœur                                   | Drapeau du Japon                                               | Mamoru Hosoda              | 23 683 483 $     |
| 20     | Ready Player One                                        | Drapeau des États-Unis                                         | Steven Spielberg           | 23 400 000 $     |
| 21     | Jean-Christophe et Winnie                               | Drapeau des États-Unis                                         | Marc Forster               | 21 496 669 $     |
| 22     | Pokémon, le film : Le pouvoir est en nous               | Drapeau du Japon                                               | Tetsuo Yajima              | 21 000 450 $     |
| 23     | Venom                                                   | Drapeau des États-Unis                                         | Ruben Fleischer            | 19 121 917 $     |
| 24     | Solo: A Star Wars Story                                 | Drapeau des États-Unis                                         | Ron Howard                 | 18 919 408 $     |
| 25     | Stolen Identity                                         | Drapeau du Japon                                               | Hideo Nakata               | 16 831 582 $     |
| 26     | Deadpool 2                                              | Drapeau des États-Unis                                         | David Leitch               | 16 320 208 $     |
| 27     | Kingsman : Le Cercle d'or                               | Drapeau des États-Unis · Drapeau du Royaume-Uni                | Matthew Vaughn             | 15 159 955 $     |
| 28     | Soratobu Taiya                                          | Drapeau du Japon                                               | Katsuhide Motoki           | 15 101 476 $     |
| 29     | Crayon Shin-Chan: Bakumori! Kung-Fu Boys - Rāmen Tairan | Drapeau du Japon                                               | Wataru Takahashi           | 14 742 463 $     |
| 30     | Black Panther                                           | Drapeau des États-Unis                                         | Ryan Coogler               | 14 655 352 $     |
| 31     | Chihayafuru Part 3                                      | Drapeau du Japon                                               | Norihiro Koizumi           | 13 649 091 $     |
| 32     | En eaux troubles                                        | Drapeau des États-Unis                                         | Jon Turteltaub             | 13 500 000 $     |
| 33     | The Crimes That Bind                                    | Drapeau du Japon                                               | Katsuo Fukuzawa            | 13 057 377 $     |
| 34     | Legend of the Demon Cat                                 | Drapeau de la République populaire de Chine · Drapeau du Japon | Chen Kaige                 | 12 795 759 $     |
| 35     | Kamen Rider Heisei Generations Forever                  | Drapeau du Japon                                               | Kyōhei Yamaguchi           | 12 465 928 $     |
| 36     | Ocean's 8                                               | Drapeau des États-Unis                                         | Gary Ross                  | 11 726 685 $     |
| 37     | Le Grinch                                               | Drapeau des États-Unis                                         | Yarrow Cheney Scott Mosier | 11 726 164 $     |
| 38     | Ant-Man et la Guêpe                                     | Drapeau des États-Unis                                         | Peyton Reed                | 11 595 269 $     |
| 39     | Jumanji : Bienvenue dans la jungle                      | Drapeau des États-Unis                                         | Jake Kasdan                | 11 474 471 $     |
| 40     | 50 First Kisses                                         | Drapeau du Japon                                               | Yuichi Fukuda              | 11 342 404 $     |
| 41     | Geostorm                                                | Drapeau des États-Unis                                         | Dean Devlin                | 11 100 000 $     |
| 42     | A Star Is Born                                          | Drapeau des États-Unis                                         | Bradley Cooper             | 10 934 060 $     |
| 43     | Laplace's Witch                                         | Drapeau du Japon                                               | Takashi Miike              | 10 919 843 $     |
| 44     | Yo-kai Watch: Forever Friends                           | Drapeau du Japon                                               | Shigeru Takahashi          | 10 336 365 $     |
| 45     | Pierre Lapin                                            | Drapeau des États-Unis · Drapeau du Royaume-Uni                | Will Gluck                 | 10 171 634 $     |
| 46     | Cafe Funiculi Funicula                                  | Drapeau du Japon                                               | Ayuko Tsukahara            | 10 164 971 $     |

## Box-office par semaine
Nationalité des films dans les salles du Japon en 2018 par semaine de domination :
- Japon (48,07 %)
- États-Unis (51,93 %)

Sources :Tokyohive.com Box Office Variety.com Box Office Mojo.com
| #  | Date de fin       | Film no 1                                            | Pays                                            | Recettes         |
| -- | ----------------- | ---------------------------------------------------- | ----------------------------------------------- | ---------------- |
| 1  | 7 janvier 2018    | Star Wars, épisode VIII : Les Derniers Jedi          | Drapeau des États-Unis                          | 4,57 millions $  |
| 2  | 14 janvier 2018   | Star Wars, épisode VIII : Les Derniers Jedi          | Drapeau des États-Unis                          | 1,87 million $   |
| 3  | 21 janvier 2018   | Geostorm                                             | Drapeau des États-Unis                          | 2,2 millions $   |
| 4  | 28 janvier 2018   | The Crimes That Bind                                 | Drapeau du Japon                                | 2,43 millions $  |
| 5  | 4 février 2018    | The Crimes That Bind                                 | Drapeau du Japon                                | 1,62 million $   |
| 6  | 11 février 2018   | Tonight, at the Movies                               | Drapeau du Japon                                | 1,55 million $   |
| 7  | 18 février 2018   | The Greatest Showman                                 | Drapeau des États-Unis                          | 3,62 millions $  |
| 8  | 25 février 2018   | The Greatest Showman                                 | Drapeau des États-Unis                          | 3,39 millions $  |
| 9  | 4 mars 2018       | Doraemon: Nobita no Takarajima                       | Drapeau du Japon                                | 7,94 millions $  |
| 10 | 11 mars 2018      | Doraemon: Nobita no Takarajima                       | Drapeau du Japon                                | 6,61 millions $  |
| 11 | 18 mars 2018      | Coco                                                 | Drapeau des États-Unis                          | 4,58 millions $  |
| 12 | 25 mars 2018      | Baby Boss                                            | Drapeau des États-Unis                          | 3,35 millions $  |
| 13 | 1er avril 2018    | Coco                                                 | Drapeau des États-Unis                          | 3,6 millions $   |
| 14 | 8 avril 2018      | Coco                                                 | Drapeau des États-Unis                          | 2,79 millions $  |
| 15 | 15 avril 2018     | Détective Conan : L'Exécutant de Zero                | Drapeau du Japon                                | 12,08 millions $ |
| 16 | 22 avril 2018     | Détective Conan : L'Exécutant de Zero                | Drapeau du Japon                                | 7,61 millions $  |
| 17 | 29 avril 2018     | Avengers: Infinity War                               | Drapeau des États-Unis                          | 9,07 millions $  |
| 18 | 6 mai 2018        | Détective Conan : L'Exécutant de Zero                | Drapeau du Japon                                | 5,05 millions $  |
| 19 | 13 mai 2018       | Détective Conan : L'Exécutant de Zero                | Drapeau du Japon                                | 2,53 millions $  |
| 20 | 20 mai 2018       | Détective Conan : L'Exécutant de Zero                | Drapeau du Japon                                | 1,96 million $   |
| 21 | 27 mai 2018       | Détective Conan : L'Exécutant de Zero                | Drapeau du Japon                                | 1,64 million $   |
| 22 | 3 juin 2018       | Deadpool 2                                           | Drapeau des États-Unis                          | 5,27 millions $  |
| 23 | 10 juin 2018      | Une affaire de famille                               | Drapeau du Japon                                | 4,04 millions $  |
| 24 | 17 juin 2018      | Une affaire de famille                               | Drapeau du Japon                                | 3,11 millions $  |
| 25 | 24 juin 2018      | Une affaire de famille                               | Drapeau du Japon                                | 2,39 millions $  |
| 26 | 1er juillet 2018  | Solo: A Star Wars Story                              | Drapeau des États-Unis                          | 4,51 millions $  |
| 27 | 8 juillet 2018    | Solo: A Star Wars Story                              | Drapeau des États-Unis                          | 2,63 millions $  |
| 28 | 15 juillet 2018   | Jurassic World: Fallen Kingdom                       | Drapeau des États-Unis                          | 10,78 millions $ |
| 29 | 22 juillet 2018   | Jurassic World: Fallen Kingdom                       | Drapeau des États-Unis                          | 6,79 millions $  |
| 30 | 29 juillet 2018   | Code Blue                                            | Drapeau du Japon                                | 9,81 millions $  |
| 31 | 5 aout 2018       | Mission impossible : Fallout                         | Drapeau des États-Unis                          | 7,8 millions $   |
| 32 | 12 aout 2018      | Code Blue                                            | Drapeau du Japon                                | 5,51 millions $  |
| 33 | 19 aout 2018      | Gintama 2                                            | Drapeau du Japon                                | 4,78 millions $  |
| 34 | 26 aout 2018      | Gintama 2                                            | Drapeau du Japon                                | 3,33 millions $  |
| 35 | 2 septembre 2018  | Killing for the Prosecution                          | Drapeau du Japon                                | 3,05 millions $  |
| 36 | 9 septembre 2018  | Killing for the Prosecution                          | Drapeau du Japon                                | 1,85 million $   |
| 37 | 16 septembre 2018 | Jean-Christophe et Winnie                            | Drapeau des États-Unis                          | 2,96 millions $  |
| 38 | 23 septembre 2018 | Jean-Christophe et Winnie                            | Drapeau des États-Unis                          | 2,27 millions $  |
| 39 | 30 septembre 2018 | Le Pacte des Yōkai : Utsusemi ni Musubu              | Drapeau du Japon                                | 1,51 million $   |
| 40 | 7 octobre 2018    | Monster Strike : Sora no Kanata                      | Drapeau du Japon                                | 1,33 million $   |
| 41 | 14 octobre 2018   | La Prophétie de l'horloge                            | Drapeau des États-Unis                          | 1,01 million $   |
| 42 | 21 octobre 2018   | The Laws of the Universe : 1ère partie               | Drapeau du Japon                                | 1,18 million $   |
| 43 | 28 octobre 2018   | HUGtto! PreCure♡Futari wa Precure All Stars Memories | Drapeau du Japon                                | 3,14 millions $  |
| 44 | 4 novembre 2018   | Venom                                                | Drapeau des États-Unis                          | 2,47 millions $  |
| 45 | 11 novembre 2018  | Bohemian Rhapsody                                    | Drapeau des États-Unis · Drapeau du Royaume-Uni | 3,1 millions $   |
| 46 | 18 novembre 2018  | Bohemian Rhapsody                                    | Drapeau des États-Unis · Drapeau du Royaume-Uni | 3,44 millions $  |
| 47 | 25 novembre 2018  | Les Animaux fantastiques : Les Crimes de Grindelwald | Drapeau des États-Unis · Drapeau du Royaume-Uni | 7,50 millions $  |
| 48 | 2 décembre 2018   | Les Animaux fantastiques : Les Crimes de Grindelwald | Drapeau des États-Unis · Drapeau du Royaume-Uni | 6,60 millions $  |
| 49 | 9 décembre 2018   | Les Animaux fantastiques : Les Crimes de Grindelwald | Drapeau des États-Unis · Drapeau du Royaume-Uni | 4,56 millions $  |
| 50 | 16 décembre 2018  | Dragon Ball Super: Broly                             | Drapeau du Japon                                | 7,22 millions $  |
| 51 | 23 décembre 2018  | Ralph 2.0                                            | Drapeau des États-Unis                          | 4,06 millions $  |
| 52 | 30 décembre 2017  | Bohemian Rhapsody                                    | Drapeau des États-Unis · Drapeau du Royaume-Uni | 3,38 millions $  |

## Classements complémentaires
- Liste des plus gros succès du box-office au Japon